# Elizabeth Ludlow
Pour les articles homonymes, voir Ludlow (homonymie).
Elizabeth Ludlow est une actrice américaine, née le 5 juin 1989 à Pittsburgh en Pennsylvanie.

## Biographie

### Jeunesse et formation
Elizabeth Ludlow est née à Pittsburgh en Pennsylvanie. Elle grandit à Savannah dans la Géorgie. Elle rentre dans la carrière de footballeuse à Blessed Sacrament et St. Vincent's Academy, pendant longtemps.
Elle emménage à Atlanta. Elle s’inscrit au théâtre à l’université d'État de Géorgie.

### Carrière
En 2013, Elizabeth Ludlow commence sa carrière dans un épisode de la cinquième saison de la série télévisée Vampire Diaries (The Vampire Diaries). Après celle-ci, elle apparaît dans plusieurs séries telles que Resurrection (2014), Powers (2015) et Satisfaction (2015), ainsi qu’au film d'action humoristique Mr. Right de Paco Cabezas (2015).
En 2016, elle est engagée à interpréter la maman d’Easik dans Les Gardiens de la Galaxie Vol. 2 (Guardians of the Galaxy Vol. 2) de James Gunn. La même année, elle décroche le rôle d’Arat dans la septième saison de la série horrifique post-apocalyptique The Walking Dead et l’agent Kat Ryan dans le film de science-fiction Max Steel de Stewart Hendler.
En juillet 2017, elle est engagée au film de science-fiction Godzilla 2 : Roi des monstres (Godzilla: King of the Monsters, 2019) de Michael Dougherty pour lequel elle interprète la première lieutenant Griffin.
En août 2018, elle décroche le rôle de Cas Isakovic dans la série de science-fiction horrifique Another Life, diffusé en 2019 sur Netflix.

## Filmographie

### Films
- 2015 : Mr. Right de Paco Cabezas : Date
- 2016 : Max Steel de Stewart Hendler : l’agent Kat Ryan
- 2017 : Table 19 de Jeffrey Blitz : la traiteuse
- 2017 : Les Gardiens de la Galaxie Vol. 2 (Guardians of the Galaxy Vol. 2) de James Gunn : la maman Easik
- 2018 : One Last Thing  de Tim Rouhana : Alex
- 2019 : Godzilla 2 : Roi des monstres (Godzilla: King of the Monsters) de Michael Dougherty : la première lieutenant Griffin

### Court métrage
- 2014 : Bound de Sabyn Mayfield : Monica

### Séries télévisées
- 2013 : Vampire Diaries (The Vampire Diaries) : la fille (saison 5, épisode 7 : Death and the Maiden)
- 2014 : Resurrection : Miss Lynch (saison 2, épisode 3 : Multiple)
- 2014 : Castle Ridge : Jessica Phillips
- 2015 : Hindsight : Alice (saison 1, épisode 2 : Square One)
- 2015 : Powers : Up Rush (saison 1, épisode 7 : You Are Not It)
- 2015 : Satisfaction : Mona (6 épisodes)
- 2016 : Halt and Catch Fire : Cavale (saison 3, épisode 4 : Rules of Honorable Play)
- 2016-2018 : The Walking Dead : Arat (11 épisodes)
- 2018 : The Resident : Cara Ramirez (saison 1, épisode 1 : Pilot)
- 2019–2021 : Another Life : Cas Isakovic (9 épisodes)
- 2022 : Peacemaker : Keeya Adebayo

## Voix françaises
- Anne-Sophie Nallino[8] dans (les séries télévisées) :
  - The Walking Dead
  - Another Life
  - Peacemaker

Et aussi
- Lydia Cherton dans The Resident[8] (série télévisée)
- Pauline Moulène dans Godzilla 2 : Roi des monstres[8]